# ベンソン・オーケストラ・オブ・シカゴ

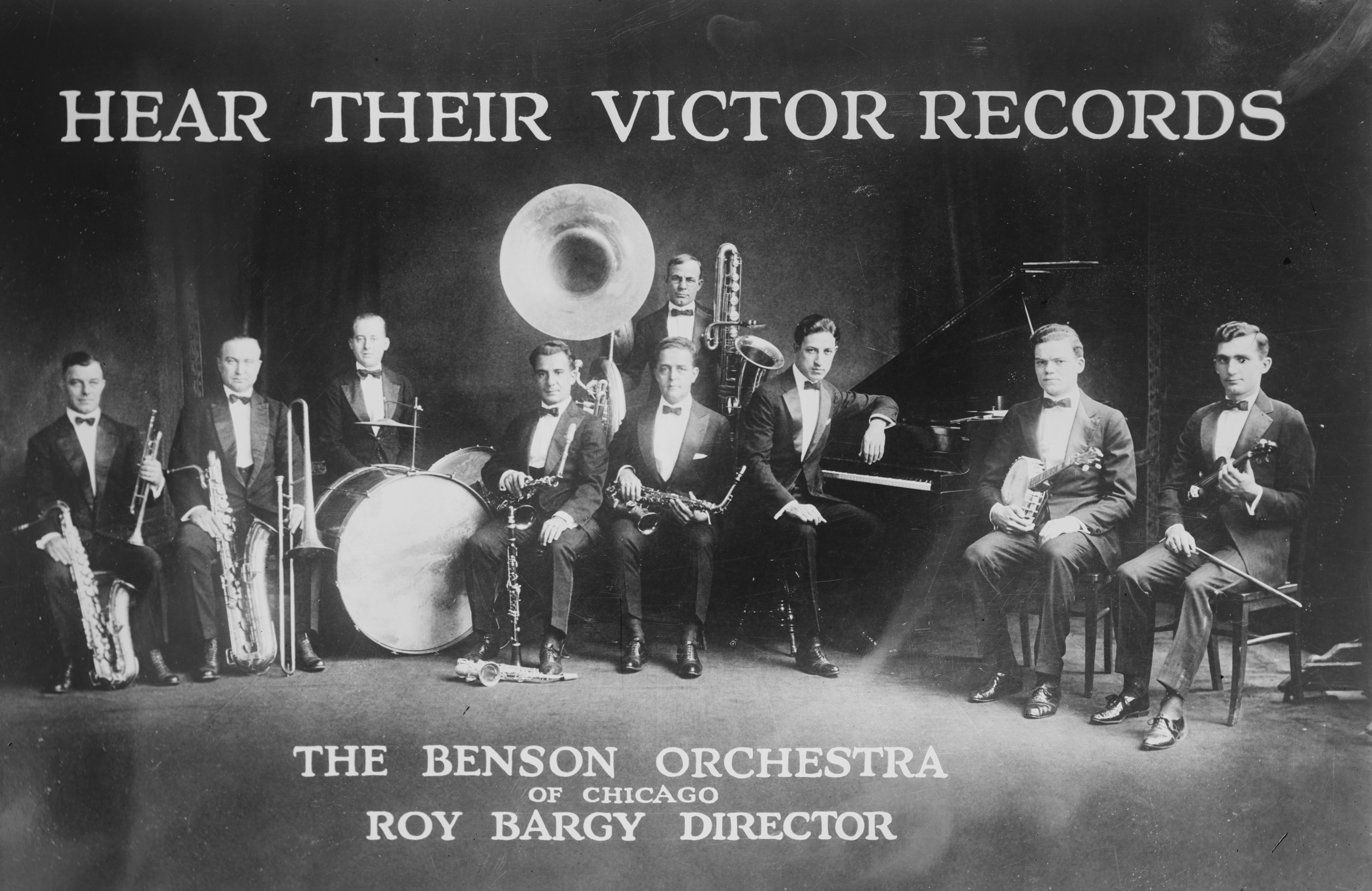
ビクター・レコードの広告写真でのベンソン・オーケストラ・オブ・シカゴ

ベンソン・オーケストラ・オブ・シカゴ（The Benson Orchestra of Chicago）は、1920年代に人気を博したアメリカ合衆国のアンサンブル。エドガー・A・ベンソン (Edgar A. Benson) が創設し、メンバーは時期によって変化があったが、サクソフォーン奏者のフランキー・トランバウアーや、ドラマーのジーン・クルーパ、ピアニストのロイ・バージーが在籍したことがあり、後にはドン・ベスターが音楽監督となった。

## 歴史
このオーケストラを1920年に創設したエドガー・アーチボルト・ベンソン（Edgar Archibald Benson、1878年-1946年) は、セントルイス生まれのチェロ奏者で、1897年ころに移り住んだシカゴで、既にいくつもの楽団のマネジメントをする興行主となっていた。
ベンソン・オーケストラは、当初はピアニストのロイ・バージーが指揮者を兼ねており、1921年からビクター・レコードに吹き込みを始めた。やがて1920年代前半に最も人気の高いバンドのひとつとなり、拠点をマリゴールド・ガーデン (Marigold Gardens) に置いていたが、そこはギャングのたまり場としても知られていた。初期のメンバーは、ロイ・バージー（ピアノ、編曲、リーダー）、マシュー・アマトゥーロ (Matthew Amaturo)（クラリネット、アルト・サックス、ソプラノ・サックス）、リック・アドキンス (Rick Adkins)（トランペット）、ガイ・ケアリー (Guy Carey)（トロンボーン）、トム・サッチャー (Tom Thatcher)（テナー・サックス）、ジョー・バウム (Joe Baum)（ヴァイオリン）、ジョー・ミラー (Joe Miller)（バンジョー）、ウィリアム・フォースト (William Foeste)（バス・サックス、チューバ）、アルバート・ウォルソール (Albert Walthall)（ヴァイオリン）、アーサー・レイフィールド (Arthur Layfield)（ドラムス）であった。1921年に吹き込まれた楽曲「Na Jo」は、「ストップ・タイム (Stop-time)」を取り入れた最初の録音とされており、他にも「Ain't We Got Fun?」、「Wabash Blues」などが人気となり、後者は75万枚を売り上げたとも言われている。
ロイ・バージーは、1922年にベンソンと衝突してバンドを離れ、ミュージシャンの多くもバージーと行動をともにした。代わって、ドン・ベスターがバンドリーダー兼ピアニストとなり、新たなメンバーとして、サックス奏者のフランキー・トランバウアーらが加わり、1920年代にはドラマーのジーン・クルーパが加わった。その後もバンドは商業的に成功したレコードを作り続け、一連のヒット作の中には、1924年に吹き込まれた「二人でお茶を」の初録音もあった。この年、ベスターが脱退し、代わってトランペット奏者のフレッド・ハムがリーダーとなった。それ以降は、バンドは徐々に解体していったが、名前だけは1920年代末まで残り、レコードが作られ続けた。エドガー・ベンソン自身も、1920年代半ばから後半にかけてのころには、競争相手のジュールズ・C・ステインに押されて、シカゴのダンス・バンドに関するビジネスを実質的に牛耳ることはできなくなっていた。